# Liste der Nummer-eins-Hits in Italien (2021)
Diese Liste der Nummer-eins-Hits in Italien basiert auf den offiziellen Chartlisten der Federazione Industria Musicale Italiana (FIMI), der italienischen Landesgruppe der IFPI, im Jahr 2021. Berücksichtigt werden die Album- und die Singlecharts.

## Singles
| ← 2020 ← | Liste der Nummer-eins-Hits in Italien | Liste der Nummer-eins-Hits in Italien | Liste der Nummer-eins-Hits in Italien                                                                                          | 2022 → |
| \| Zeitraum \| Wo. ges. \| Interpret \| Titel Autor(en) \| Zusätzliche Informationen \| \| (Zeitraum, Wochen auf Platz eins, Interpret, Titel, Autor[en], zusätzliche Informationen) \| \| \| \| \| \| ----------------------------------------------------------------------------------------- \| -------- \| ------------------------------------ \| ------------------------------------------------------------------------------------------------------------------------------ \| ----------------------------------------------------------------------------------------------------------------------------------------------------------- \| \| 1. Januar 2021 – 7. Januar 2021 1 Woche \| 1 \| Vasco Rossi \| Una canzone d’amore buttata via Vasco Rossi, Saverio Grandi, Saverio Principini \| – \| \| 8. Januar 2021 – 14. Januar 2021 1 Woche \| 1 \| Capo Plaza \| Allenamento #4 Capo Plaza, AVA, Mojobeatz \| – \| \| 15. Januar 2021 – 4. März 2021 7 Wochen \| 7 \| Mace, Blanco, Salmo \| La canzone nostra Andrea Venerus, Riccardo Fabbriconi, Maurizio Pisciottu, Simone Benussi, Leslie Sackey \| – \| \| 5. März 2021 – 11. März 2021 1 Woche \| 1 \| Francesca Michielin & Fedez \| Chiamami per nome Federico Lucia, Francesca Michielin, Jacopo Matteo Luca D’Amico, Davide Simonetta, Alessandro Raina, Mahmood \| Nach einem zweiten Platz beim Sanremo-Festival 2021 erreichte das Duo die Chartspitze. Gemeinsam war ihnen dies bereits einmal 2014 mit Magnifico gelungen. \| \| 12. März 2021 – 29. April 2021 7 Wochen \| 7 \| Colapesce & Dimartino \| Musica leggerissima Antonio Di Martino, Lorenzo Urciullo \| Während das Lied beim Sanremo-Festival nicht über den vierten Platz hinauskam, schaffte es in den Charts Platz eins. \| \| 30. April 2021 – 13. Mai 2021 2 Wochen \| 2 \| Rkomi, Sfera Ebbasta & Junior K \| Nuovo range Mirko Martorana, Gionata Boschetti, Umberto Odoguardi, Nicolò Scalabrin \| – \| \| 14. Mai 2021 – 10. Juni 2021 4 Wochen \| 4 \| Sangiovanni \| Malibù Alessandro La Cava, Dario Faini \| – \| \| 11. Juni 2021 – 15. Juli 2021 5 Wochen \| 5 \| Fedez, Achille Lauro & Orietta Berti \| Mille Federico Lucia, Lauro De Marinis, Paolo Antonacci, Jacopo Matteo Luca D’Amico, Simon Pietro Manzari, Davide Simonetta \| – \| \| 16. Juli 2021 – 9. September 2021 8 Wochen \| 8 \| Blanco & Sfera Ebbasta \| Mi fai impazzire Riccardo Fabbriconi, Gionata Boschetti, Michelangelo, Greg Willen \| – \| \| 10. September 2021 – 23. September 2021 2 Wochen \| 2 \| Blanco \| Blu celeste Riccardo Fabbriconi, Michele Zocca \| – \| \| 24. September 2021 – 30. September 2021 1 Woche \| 1 \| Fedez \| Meglio del cinema Federico Lucia, Jacopo Matteo Luca D’Amico, Davide Simonetta \| – \| \| 1. Oktober 2021 – 14. Oktober 2021 2 Wochen (insgesamt 6) \| 6 \| Salmo \| Kumite Musik: Alessandro Merli, Fabio Clemente, Marco Antonio Azara; Text: Maurizio Pisciottu \| – \| \| 15. Oktober 2021 – 21. Oktober 2021 1 Woche \| 1 \| Adele \| Easy on Me Gregory Allen Kurstin, Adele Laurie Blue Adkins \| – \| \| 22. Oktober 2021 – 18. November 2021 4 Wochen (insgesamt 6) \| 6 \| Salmo \| Kumite Musik: Alessandro Merli, Fabio Clemente, Marco Antonio Azara; Text: Maurizio Pisciottu \| – \| \| 19. November 2021 – 23. Dezember 2021 5 Wochen (insgesamt 6) \| 6 \| Marracash & Guè \| ∞ Love Alessandro Pulga, Cosimo Fini, Fabio Bartolo Rizzo, Paul Walden, Stefano Tognini \| – \| \| 24. Dezember 2021 – 30. Dezember 2021 1 Woche (insgesamt 7) \| 7 \| Mariah Carey \| All I Want for Christmas Is You Walter Afanasieff, Mariah Carey \| Zum zweiten Mal nach 2020 erreichte der Weihnachtshit die Spitze der italienischen Singlecharts. \| \| 31. Dezember 2021 – 6. Januar 2022 1 Woche (insgesamt 6) \| 6 \| Marracash & Guè \| ∞ Love Alessandro Pulga, Cosimo Fini, Fabio Bartolo Rizzo, Paul Walden, Stefano Tognini \| – \| |                                       |                                       | | |
| ← 2020 |                                       |                                       | | → 2022 → |
| Zeitraum | Wo. ges.                              | Interpret                             | Titel Autor(en) | Zusätzliche Informationen |
| (Zeitraum, Wochen auf Platz eins, Interpret, Titel, Autor[en], zusätzliche Informationen) |                                       |                                       | | |
| 1. Januar 2021 – 7. Januar 2021 1 Woche | 1                                     | Vasco Rossi                           | Una canzone d’amore buttata via Vasco Rossi, Saverio Grandi, Saverio Principini                                                | – |
| 8. Januar 2021 – 14. Januar 2021 1 Woche | 1                                     | Capo Plaza                            | Allenamento #4 Capo Plaza, AVA, Mojobeatz                                                                                      | – |
| 15. Januar 2021 – 4. März 2021 7 Wochen | 7                                     | Mace, Blanco, Salmo                   | La canzone nostra Andrea Venerus, Riccardo Fabbriconi, Maurizio Pisciottu, Simone Benussi, Leslie Sackey                       | – |
| 5. März 2021 – 11. März 2021 1 Woche | 1                                     | Francesca Michielin & Fedez           | Chiamami per nome Federico Lucia, Francesca Michielin, Jacopo Matteo Luca D’Amico, Davide Simonetta, Alessandro Raina, Mahmood | Nach einem zweiten Platz beim Sanremo-Festival 2021 erreichte das Duo die Chartspitze. Gemeinsam war ihnen dies bereits einmal 2014 mit Magnifico gelungen. |
| 12. März 2021 – 29. April 2021 7 Wochen | 7                                     | Colapesce & Dimartino                 | Musica leggerissima Antonio Di Martino, Lorenzo Urciullo                                                                       | Während das Lied beim Sanremo-Festival nicht über den vierten Platz hinauskam, schaffte es in den Charts Platz eins.                                        |
| 30. April 2021 – 13. Mai 2021 2 Wochen | 2                                     | Rkomi, Sfera Ebbasta & Junior K       | Nuovo range Mirko Martorana, Gionata Boschetti, Umberto Odoguardi, Nicolò Scalabrin                                            | – |
| 14. Mai 2021 – 10. Juni 2021 4 Wochen | 4                                     | Sangiovanni                           | Malibù Alessandro La Cava, Dario Faini                                                                                         | – |
| 11. Juni 2021 – 15. Juli 2021 5 Wochen | 5                                     | Fedez, Achille Lauro & Orietta Berti  | Mille Federico Lucia, Lauro De Marinis, Paolo Antonacci, Jacopo Matteo Luca D’Amico, Simon Pietro Manzari, Davide Simonetta    | – |
| 16. Juli 2021 – 9. September 2021 8 Wochen | 8                                     | Blanco & Sfera Ebbasta                | Mi fai impazzire Riccardo Fabbriconi, Gionata Boschetti, Michelangelo, Greg Willen                                             | – |
| 10. September 2021 – 23. September 2021 2 Wochen | 2                                     | Blanco                                | Blu celeste Riccardo Fabbriconi, Michele Zocca                                                                                 | – |
| 24. September 2021 – 30. September 2021 1 Woche | 1                                     | Fedez                                 | Meglio del cinema Federico Lucia, Jacopo Matteo Luca D’Amico, Davide Simonetta                                                 | – |
| 1. Oktober 2021 – 14. Oktober 2021 2 Wochen (insgesamt 6) | 6                                     | Salmo                                 | Kumite Musik: Alessandro Merli, Fabio Clemente, Marco Antonio Azara; Text: Maurizio Pisciottu                                  | – |
| 15. Oktober 2021 – 21. Oktober 2021 1 Woche | 1                                     | Adele                                 | Easy on Me Gregory Allen Kurstin, Adele Laurie Blue Adkins                                                                     | – |
| 22. Oktober 2021 – 18. November 2021 4 Wochen (insgesamt 6) | 6                                     | Salmo                                 | Kumite Musik: Alessandro Merli, Fabio Clemente, Marco Antonio Azara; Text: Maurizio Pisciottu                                  | – |
| 19. November 2021 – 23. Dezember 2021 5 Wochen (insgesamt 6) | 6                                     | Marracash & Guè                       | ∞ Love Alessandro Pulga, Cosimo Fini, Fabio Bartolo Rizzo, Paul Walden, Stefano Tognini                                        | – |
| 24. Dezember 2021 – 30. Dezember 2021 1 Woche (insgesamt 7) | 7                                     | Mariah Carey                          | All I Want for Christmas Is You Walter Afanasieff, Mariah Carey                                                                | Zum zweiten Mal nach 2020 erreichte der Weihnachtshit die Spitze der italienischen Singlecharts.                                                            |
| 31. Dezember 2021 – 6. Januar 2022 1 Woche (insgesamt 6) | 6                                     | Marracash & Guè                       | ∞ Love Alessandro Pulga, Cosimo Fini, Fabio Bartolo Rizzo, Paul Walden, Stefano Tognini                                        | – |

## Alben
| ← 2020 ← | Liste der Nummer-eins-Alben in Italien | Liste der Nummer-eins-Alben in Italien | Liste der Nummer-eins-Alben in Italien | 2022 → |
| \| Zeitraum \| Wo. ges. \| Interpret \| Titel \| Zusätzliche Informationen \| \| (Zeitraum, Wochen auf Platz eins, Interpret, Titel, zusätzliche Informationen) \| \| \| \| \| \| ------------------------------------------------------------------------------ \| -------- \| -------------------------- \| --------------------- \| ------------------------------------------------------------------------------------------------------------------------------------------------------------------------------------------ \| \| 25. Dezember 2020 – 21. Januar 2021 4 Wochen (insgesamt 6) \| 6 \| Sfera Ebbasta \| Famoso \| – \| \| 22. Januar 2021 – 28. Januar 2021 1 Woche \| 1 \| Capo Plaza \| Plaza \| – \| \| 29. Januar 2021 – 4. Februar 2021 1 Woche \| 1 \| Michele Bravi \| La geografia del buio \| – \| \| 5. Februar 2021 – 11. Februar 2021 1 Woche \| 1 \| Mace \| OBE \| – \| \| 12. Februar 2021 – 18. Februar 2021 1 Woche \| 1 \| Gazzelle \| OK \| – \| \| 19. Februar 2021 – 25. Februar 2021 1 Woche \| 1 \| Il Tre \| Ali \| – \| \| 26. Februar 2021 – 4. März 2021 1 Woche \| 1 \| Emis Killa & Jake La Furia \| 17 Dark Edition \| – \| \| 5. März 2021 – 11. März 2021 1 Woche \| 1 \| (Verschiedene Interpreten) \| Bro (Amici 2021) \| Die Kompilation zur 20. Staffel der Castingshow Amici di Maria De Filippi erreichte in ihrer zweiten Chartwoche die Chartspitze. \| \| 12. März 2021 – 18. März 2021 1 Woche \| 1 \| Ermal Meta \| Tribù urbana \| Nach einem dritten Platz beim Sanremo-Festival 2021 gelang dem Musiker sein drittes Nummer-eins-Album. \| \| 19. März 2021 – 25. März 2021 1 Woche (insgesamt 4) \| 4 \| Måneskin \| Teatro d’ira – Vol. I \| Nach dem Sieg beim Sanremo-Festival 2021 konnte die Rockband zum zweiten Mal die Chartspitze erreichen. \| \| 26. März 2021 – 1. April 2021 1 Woche \| 1 \| Massimo Pericolo \| Solo tutto \| – \| \| 2. April 2021 – 8. April 2021 1 Woche \| 1 \| Madame \| Madame \| – \| \| 9. April 2021 – 15. April 2021 1 Woche \| 1 \| Guè Pequeno & DJ Harsh \| Fastlife 4 \| – \| \| 16. April 2021 – 22. April 2021 1 Woche \| 1 \| Achille Lauro \| Lauro \| – \| \| 23. April 2021 – 29. April 2021 1 Woche \| 1 \| Franco126 \| Multisala \| – \| \| 30. April 2021 – 6. Mai 2021 1 Woche (insgesamt 4) \| 4 \| Rkomi \| Taxi Driver \| – \| \| 7. Mai 2021 – 13. Mai 2021 1 Woche \| 1 \| Caparezza \| Exuvia \| – \| \| 14. Mai 2021 – 3. Juni 2021 3 Wochen (insgesamt 6) \| 6 \| Sangiovanni \| Sangiovanni \| Sangiovanni erreichte den zweiten Platz in der 20. Staffel der Castingshow Amici di Maria De Filippi, woraufhin er Platz eins der Charts erreichen konnte. \| \| 4. Juni 2021 – 10. Juni 2021 1 Woche \| 1 \| Tony Effe \| Untouchable \| – \| \| 11. Juni 2021 – 1. Juli 2021 3 Wochen (insgesamt 6) \| 6 \| Sangiovanni \| Sangiovanni \| – \| \| 2. Juli 2021 – 22. Juli 2021 3 Wochen (insgesamt 4) \| 4 \| Måneskin \| Teatro d’ira – Vol. I \| Erstmals seit ihrem Sieg beim Eurovision Song Contest steht die Rockgruppe auch im eigenen Lande wieder auf Platz 1, nachdem sie europaweit zahlreiche Nummer-eins-Erfolge feiern konnten. \| \| 23. Juli 2021 – 29. Juli 2021 1 Woche \| 1 \| Emis Killa \| Keta Music Vol. 3 \| – \| \| 30. Juli 2021 – 5. August 2021 1 Woche \| 1 \| Billie Eilish \| Happier Than Ever \| – \| \| 6. August 2021 – 26. August 2021 3 Wochen (insgesamt 4) \| 4 \| Rkomi \| Taxi Driver \| – \| \| 27. August 2021 – 2. September 2021 1 Woche \| 1 \| Kanye West \| Donda \| – \| \| 3. September 2021 – 9. September 2021 1 Woche \| 1 \| Iron Maiden \| Senjutsu \| – \| \| 10. September 2021 – 30. September 2021 3 Wochen (insgesamt 4) \| 4 \| Blanco \| Blu celeste \| – \| \| 1. Oktober 2021 – 21. Oktober 2021 3 Wochen \| 3 \| Salmo \| Flop \| – \| \| 22. Oktober 2021 – 28. Oktober 2021 1 Woche \| 1 \| Ultimo \| Solo \| – \| \| 29. Oktober 2021 – 4. November 2021 1 Woche \| 1 \| Ed Sheeran \| = \| – \| \| 5. November 2021 – 11. November 2021 1 Woche \| 1 \| Rocco Hunt \| Rivoluzione \| – \| \| 12. November 2021 – 18. November 2021 1 Woche \| 1 \| Vasco Rossi \| Siamo qui \| – \| \| 19. November 2021 – 25. November 2021 1 Woche (insgesamt 5) \| 5 \| Marracash \| Noi, loro, gli altri \| – \| \| 26. November 2021 – 2. Dezember 2021 1 Woche \| 1 \| Fedez \| Disumano \| – \| \| 3. Dezember 2021 – 9. Dezember 2021 1 Woche (insgesamt 5) \| 5 \| Marracash \| Noi, loro, gli altri \| – \| \| 10. Dezember 2021 – 16. Dezember 2021 1 Woche \| 1 \| Guè \| Gvesvs \| – \| \| 17. Dezember 2021 – 6. Januar 2022 3 Wochen (insgesamt 5) \| 5 \| Marracash \| Noi, loro, gli altri \| – \| |                                        |                                        |                                        | |
| ← 2020 |                                        |                                        |                                        | → 2022 → |
| Zeitraum | Wo. ges.                               | Interpret                              | Titel                                  | Zusätzliche Informationen |
| (Zeitraum, Wochen auf Platz eins, Interpret, Titel, zusätzliche Informationen) |                                        |                                        |                                        | |
| 25. Dezember 2020 – 21. Januar 2021 4 Wochen (insgesamt 6) | 6                                      | Sfera Ebbasta                          | Famoso                                 | – |
| 22. Januar 2021 – 28. Januar 2021 1 Woche | 1                                      | Capo Plaza                             | Plaza                                  | – |
| 29. Januar 2021 – 4. Februar 2021 1 Woche | 1                                      | Michele Bravi                          | La geografia del buio                  | – |
| 5. Februar 2021 – 11. Februar 2021 1 Woche | 1                                      | Mace                                   | OBE                                    | – |
| 12. Februar 2021 – 18. Februar 2021 1 Woche | 1                                      | Gazzelle                               | OK                                     | – |
| 19. Februar 2021 – 25. Februar 2021 1 Woche | 1                                      | Il Tre                                 | Ali                                    | – |
| 26. Februar 2021 – 4. März 2021 1 Woche | 1                                      | Emis Killa & Jake La Furia             | 17 Dark Edition                        | – |
| 5. März 2021 – 11. März 2021 1 Woche | 1                                      | (Verschiedene Interpreten)             | Bro (Amici 2021)                       | Die Kompilation zur 20. Staffel der Castingshow Amici di Maria De Filippi erreichte in ihrer zweiten Chartwoche die Chartspitze.                                                           |
| 12. März 2021 – 18. März 2021 1 Woche | 1                                      | Ermal Meta                             | Tribù urbana                           | Nach einem dritten Platz beim Sanremo-Festival 2021 gelang dem Musiker sein drittes Nummer-eins-Album.                                                                                     |
| 19. März 2021 – 25. März 2021 1 Woche (insgesamt 4) | 4                                      | Måneskin                               | Teatro d’ira – Vol. I                  | Nach dem Sieg beim Sanremo-Festival 2021 konnte die Rockband zum zweiten Mal die Chartspitze erreichen.                                                                                    |
| 26. März 2021 – 1. April 2021 1 Woche | 1                                      | Massimo Pericolo                       | Solo tutto                             | – |
| 2. April 2021 – 8. April 2021 1 Woche | 1                                      | Madame                                 | Madame                                 | – |
| 9. April 2021 – 15. April 2021 1 Woche | 1                                      | Guè Pequeno & DJ Harsh                 | Fastlife 4                             | – |
| 16. April 2021 – 22. April 2021 1 Woche | 1                                      | Achille Lauro                          | Lauro                                  | – |
| 23. April 2021 – 29. April 2021 1 Woche | 1                                      | Franco126                              | Multisala                              | – |
| 30. April 2021 – 6. Mai 2021 1 Woche (insgesamt 4) | 4                                      | Rkomi                                  | Taxi Driver                            | – |
| 7. Mai 2021 – 13. Mai 2021 1 Woche | 1                                      | Caparezza                              | Exuvia                                 | – |
| 14. Mai 2021 – 3. Juni 2021 3 Wochen (insgesamt 6) | 6                                      | Sangiovanni                            | Sangiovanni                            | Sangiovanni erreichte den zweiten Platz in der 20. Staffel der Castingshow Amici di Maria De Filippi, woraufhin er Platz eins der Charts erreichen konnte.                                 |
| 4. Juni 2021 – 10. Juni 2021 1 Woche | 1                                      | Tony Effe                              | Untouchable                            | – |
| 11. Juni 2021 – 1. Juli 2021 3 Wochen (insgesamt 6) | 6                                      | Sangiovanni                            | Sangiovanni                            | – |
| 2. Juli 2021 – 22. Juli 2021 3 Wochen (insgesamt 4) | 4                                      | Måneskin                               | Teatro d’ira – Vol. I                  | Erstmals seit ihrem Sieg beim Eurovision Song Contest steht die Rockgruppe auch im eigenen Lande wieder auf Platz 1, nachdem sie europaweit zahlreiche Nummer-eins-Erfolge feiern konnten. |
| 23. Juli 2021 – 29. Juli 2021 1 Woche | 1                                      | Emis Killa                             | Keta Music Vol. 3                      | – |
| 30. Juli 2021 – 5. August 2021 1 Woche | 1                                      | Billie Eilish                          | Happier Than Ever                      | – |
| 6. August 2021 – 26. August 2021 3 Wochen (insgesamt 4) | 4                                      | Rkomi                                  | Taxi Driver                            | – |
| 27. August 2021 – 2. September 2021 1 Woche | 1                                      | Kanye West                             | Donda                                  | – |
| 3. September 2021 – 9. September 2021 1 Woche | 1                                      | Iron Maiden                            | Senjutsu                               | – |
| 10. September 2021 – 30. September 2021 3 Wochen (insgesamt 4) | 4                                      | Blanco                                 | Blu celeste                            | – |
| 1. Oktober 2021 – 21. Oktober 2021 3 Wochen | 3                                      | Salmo                                  | Flop                                   | – |
| 22. Oktober 2021 – 28. Oktober 2021 1 Woche | 1                                      | Ultimo                                 | Solo                                   | – |
| 29. Oktober 2021 – 4. November 2021 1 Woche | 1                                      | Ed Sheeran                             | =                                      | – |
| 5. November 2021 – 11. November 2021 1 Woche | 1                                      | Rocco Hunt                             | Rivoluzione                            | – |
| 12. November 2021 – 18. November 2021 1 Woche | 1                                      | Vasco Rossi                            | Siamo qui                              | – |
| 19. November 2021 – 25. November 2021 1 Woche (insgesamt 5) | 5                                      | Marracash                              | Noi, loro, gli altri                   | – |
| 26. November 2021 – 2. Dezember 2021 1 Woche | 1                                      | Fedez                                  | Disumano                               | – |
| 3. Dezember 2021 – 9. Dezember 2021 1 Woche (insgesamt 5) | 5                                      | Marracash                              | Noi, loro, gli altri                   | – |
| 10. Dezember 2021 – 16. Dezember 2021 1 Woche | 1                                      | Guè                                    | Gvesvs                                 | – |
| 17. Dezember 2021 – 6. Januar 2022 3 Wochen (insgesamt 5) | 5                                      | Marracash                              | Noi, loro, gli altri                   | – |

## Jahreshitparaden
Die Jahrescharts 2021 decken den Zeitraum vom 1. Januar bis zum 30. Dezember 2021 ab.
| ← 2020 ← | Liste der Jahres-Nummer-eins-Hits in Italien | Liste der Jahres-Nummer-eins-Hits in Italien | Liste der Jahres-Nummer-eins-Hits in Italien | 2022 →   |
| \| Singles \| Position# \| Alben \| \| ---------------------------------------------------------------------------------------------------------------------------------------------------------------- \| --------- \| ------------------------------- \| \| Malibù Sangiovanni Alessandro La Cava, Dario Faini \| 1 \| Taxi Driver Rkomi \| \| Mi fai impazzire Blanco & Sfera Ebbasta Riccardo Fabbriconi, Gionata Boschetti, Michelangelo, Greg Willen \| 2 \| Sangiovanni \| \| Mille Fedez, Achille Lauro & Orietta Berti Federico Lucia, Lauro De Marinis, Paolo Antonacci, Jacopo Matteo Luca D’Amico, Simon Pietro Manzari, Davide Simonetta \| 3 \| Teatro d’ira – Vol. I Måneskin \| \| Zitti e buoni Måneskin Damiano David, Ethan Torchio, Thomas Raggi, Victoria De Angelis \| 4 \| Blu celeste Blanco \| \| La canzone nostra Mace, Blanco & Salmo Andrea Venerus, Riccardo Fabbriconi, Maurizio Pisciottu, Simone Benussi, Leslie Sackey \| 5 \| Madame \| \| Notti in bianco Blanco Davide Simonetta, Michele Zocca, Riccardo Fabbriconi \| 6 \| Plaza Capo Plaza \| \| Musica leggerissima Colapesce & Dimartino Antonio Di Martino, Lorenzo Urciullo \| 7 \| Noi, loro, gli altri Marracash \| \| Nuovo range Rkomi, Sfera Ebbasta & Junior K Mirko Martorana, Gionata Boschetti, Umberto Odoguardi, Nicolò Scalabrin \| 8 \| Ahia! Pinguini Tattici Nucleari \| \| Lady Sangiovanni Alessandro La Cava \| 9 \| Famoso Sfera Ebbasta \| \| Voce Madame Francesca Calearo, Dario Faini, Estremo \| 10 \| Flop Salmo \| |                                              |                                              |                                              |          |
| ← 2020 |                                              |                                              |                                              | → 2022 → |
| Singles | Position#                                    | Alben                                        |                                              |          |
| Malibù Sangiovanni Alessandro La Cava, Dario Faini | 1                                            | Taxi Driver Rkomi                            |                                              |          |
| Mi fai impazzire Blanco & Sfera Ebbasta Riccardo Fabbriconi, Gionata Boschetti, Michelangelo, Greg Willen | 2                                            | Sangiovanni                                  |                                              |          |
| Mille Fedez, Achille Lauro & Orietta Berti Federico Lucia, Lauro De Marinis, Paolo Antonacci, Jacopo Matteo Luca D’Amico, Simon Pietro Manzari, Davide Simonetta | 3                                            | Teatro d’ira – Vol. I Måneskin               |                                              |          |
| Zitti e buoni Måneskin Damiano David, Ethan Torchio, Thomas Raggi, Victoria De Angelis | 4                                            | Blu celeste Blanco                           |                                              |          |
| La canzone nostra Mace, Blanco & Salmo Andrea Venerus, Riccardo Fabbriconi, Maurizio Pisciottu, Simone Benussi, Leslie Sackey | 5                                            | Madame                                       |                                              |          |
| Notti in bianco Blanco Davide Simonetta, Michele Zocca, Riccardo Fabbriconi | 6                                            | Plaza Capo Plaza                             |                                              |          |
| Musica leggerissima Colapesce & Dimartino Antonio Di Martino, Lorenzo Urciullo | 7                                            | Noi, loro, gli altri Marracash               |                                              |          |
| Nuovo range Rkomi, Sfera Ebbasta & Junior K Mirko Martorana, Gionata Boschetti, Umberto Odoguardi, Nicolò Scalabrin | 8                                            | Ahia! Pinguini Tattici Nucleari              |                                              |          |
| Lady Sangiovanni Alessandro La Cava | 9                                            | Famoso Sfera Ebbasta                         |                                              |          |
| Voce Madame Francesca Calearo, Dario Faini, Estremo | 10                                           | Flop Salmo                                   |                                              |          |